# Librado Andrade
Librado Andrade est un boxeur mexicain combattant dans la catégorie super-moyens né le 2 septembre 1978 à Guanajuato. Il est marié et a deux enfants.

## Carrière de boxeur

### Débuts et titres nord américains
Sa famille a émigré à La Habra en Californie alors qu'il avait dix ans. Passé professionnel en 1999, il remporte ses 13 premiers combats avant d’affronter Willie Stewart le 19 mars 2004 pour le titre de champion d'Amérique du Nord NABA. Vainqueurs aux points, il réitère sa performance le 24 juin suivant face à Tito Mendoza pour le gain de la ceinture nord américaine NABO.

### Combats de championnats du monde
Andrade bat le 8 avril 2006 Otis Grant et devient à cette occasion challengeur au titre de champion du monde WBC des super-moyens. Le 24 mars 2007, il est ainsi opposé au tenant du titre WBA & WBC de la catégorie, le danois Mikkel Kessler mais s'incline nettement aux points à l'unanimité des juges. Après ce revers, il bat Robert Stieglitz et devient cette fois challengeur IBF contre Lucian Bute. Il s'incline à nouveau aux points le 24 octobre 2008 ainsi que lors du combat revanche le 28 novembre 2009 mais par KO au 4e round.

### Fin de carrière
Librado Andrade termine sa carrière de boxeur professionnel par deux combats contre Eric Lucas (remporté au 8e round le 28 mai 2010) et Aaron Pryor Jr (perdu aux points le 6 mai 2011). Son palmarès est de 31 victoires et 5 défaites.